# Ceratinopsis idanrensis
Ceratinopsis idanrensis är en spindelart som beskrevs av George Hazelwood Locket och Anthony Russell-Smith 1980. Ceratinopsis idanrensis ingår i släktet Ceratinopsis och familjen täckvävarspindlar. Inga underarter finns listade i Catalogue of Life.